# Sergej Barbarez
Sergej Barbarez (Mostar, 17 de setembre de 1971) és un exfutbolista bosnià que jugava com a migcampista.
Format al FK Velež de la seva ciutat natal, Barbarez va passar quasi tota la seva vida futbolística a Alemanya, a clubs com Hannover 96, Hansa Rostock, Borussia Dortmund, Hamburger SV o Bayer Leverkusen. També va ser internacional amb la selecció de Bòsnia, amb la qual jugà entre 1998 i el 12 d'octubre de 2006, data en què es retirà d'aquesta.

## Estadístiques
| Club              | Temporada | Lliga   | Lliga | Copa    | Copa | Competició europea | Competició europea | Total   | Total |
| Club              | Temporada | Partits | Gols  | Partits | Gols | Partits            | Gols               | Partits | Gols  |
| ----------------- | --------- | ------- | ----- | ------- | ---- | ------------------ | ------------------ | ------- | ----- |
| Bayer Leverkusen  | 07-08     | 29      | 4     | 0       | 0    | 10                 | 3                  | 39      | 7     |
| Bayer Leverkusen  | 06-07     | 32      | 7     | 2       | 0    | 12                 | 3                  | 46      | 10    |
| Total             |           |         |       |         |      |                    |                    |         |       |
| Hamburger SV      | 05-06     | 33      | 10    | 3       | 3    | 9                  | 3                  |         |       |
| Hamburger SV      | 04-05     | 30      | 11    |         |      |                    |                    |         |       |
| Hamburger SV      | 03-04     | 32      | 10    |         |      |                    |                    |         |       |
| Hamburger SV      | 02-03     | 24      | 6     |         |      |                    |                    |         |       |
| Hamburger SV      | 01-02     | 24      | 7     |         |      |                    |                    |         |       |
| Hamburger SV      | 00-01     | 31      | 22    |         |      |                    |                    |         |       |
| Total             |           |         |       |         |      |                    |                    |         |       |
| Borussia Dortmund | 99-00     | 14      | 2     |         |      |                    |                    |         |       |
| Borussia Dortmund | 99-99     | 22      | 4     |         |      |                    |                    |         |       |
| Total             |           |         |       |         |      |                    |                    |         |       |
| Hansa Rostock     | 97-98     | 32      | 11    | 1       | 0    | 0                  | 0                  | 33      | 11    |
| Hansa Rostock     | 96-97     | 27      | 2     | 2       | 1    | 0                  | 0                  | 29      | 3     |
| Total             |           | 59      | 13    | 3       | 1    | 0                  | 0                  | 62      | 14    |
| Totals            |           |         |       |         |      |                    |                    |         |       |